# 原澄治 (小惑星)
原澄治（はらすみじ、8548 Sumizihara）は、小惑星帯の小惑星。北海道の円舘金と渡辺和郎が発見した。
私財を投じて日本初の民間天文台である倉敷天文台を設立した実業家、原澄治に因んで名付けられた。